# (11166) Anatolefrance
(11166) Anatolefrance est un astéroïde de la ceinture principale.

## Description
(11166) Anatolefrance est un astéroïde de la ceinture principale. Il fut découvert par Eric Walter Elst le 27 février 1998 à l'ESO. Il présente une orbite caractérisée par un demi-grand axe de 2,35 UA, une excentricité de 0,169 et une inclinaison de 6,37° par rapport à l'écliptique.
Il fut nommé en hommage à l'écrivain français Anatole France (1844-1924), prix Nobel de littérature.

## Compléments